# Овар
 Тази статия е за града в Португалия.  За общината вижте Овар (община).  
О̀вар (на португалски: Ovar) е областен град и община в северозападната част на Португалия. Населението на града е 17 164 жители (по данни от преброяването от 2011 г.), а площта 147,4 km². Населението на цялата община е 54 318 жители (по приблизителна оценка за 2017 г.),

## Побратимени градове
- Перник, България